# Aishi Manula
Aishi Manula (ur. 13 września 1995 w Morogoro) – tanzański piłkarz grający na pozycji bramkarza. Od 2017 jest zawodnikiem klubu Simba SC.

## Kariera klubowa
Swoją karierę piłkarską Manula rozpoczął w klubie Azam FC. W 2014 roku zadebiutował w nim w tanzańskiej pierwszej lidze. W sezonie 2013/2014 wywalczył z nim mistrzostwo Tanzanii, a w sezonach 2012/2013, 2014/2015 i 2015/2016 został wicemistrzem tego kraju. W 2017 roku przeszedł do klubu Simba SC. W sezonach 2017/2017, 2017/2018, 2018/2019 i 2019/2020 czterokrotnie z rzędu został mistrzem Tanzanii, a w sezonie 2021/2022 - wicemistrzem. W sezonie 2019/2020 zdobył też Puchar Tanzanii.

## Kariera reprezentacyjna
W reprezentacji Tanzanii Manula zadebiutował 17 listopada 2017 roku w przegranym 0:7 meczu eliminacji do MŚ 2018 z Algierią, rozegranym w Al-Bulajdzie. W 2019 roku powołano go do kadry na Puchar Narodów Afryki 2019. Zagrał w nim w dwóch meczach grupowych: z Senegalem (0:2) i z Kenią (2:3).